# Exochus argutus
Exochus argutus là một loài tò vò trong họ Ichneumonidae.